# Празник у Сарајеву
Празник у Сарајеву је југословенски филм из 1991. године. Режирао га је Бењамин Филиповић, а сценарио је написао Абдулах Сидран.